# Peponidium ankaranense
Peponidium ankaranense là một loài thực vật có hoa trong họ Thiến thảo. Loài này được (Arènes ex Cavaco) Razafim., Lantz & B.Bremer mô tả khoa học đầu tiên năm 2007.